# Rentekammeret
Rentekammeret kallades på 1500- och 1600-talen danska statskassan och hade till chef en rentemester (förr kallad "kammermester", camerarius). Efter enväldets införande 1660 blev institutionen ett "skattkammarkollegium", men det gamla namnet återupptogs 1680, medan själva in- och utbetalningen sköttes av "Zahlkassen". År 1700 bortföll namnet "rentemester". År 1760 lades tullväsendet och kolonierna under en "generaltullkammare", och 1773 hänvisades till Rentekammeret lantbruksärenden, senare därjämte bland annat vägväsen. År 1848 avskaffades Rentekammeret, och dess åligganden fördelades mellan finans- och inrikesministerierna.